# Morones
Morones är en ort i Mexiko.   Den ligger i kommunen Tlaltenango de Sánchez Román och delstaten Zacatecas, i den centrala delen av landet, 500 km nordväst om huvudstaden Mexico City. Morones ligger 2 436 meter över havet och antalet invånare är 207.
Terrängen runt Morones är varierad. Runt Morones är det ganska glesbefolkat, med 31 invånare per kvadratkilometer. Närmaste större samhälle är Tlaltenango de Sánchez Román, 14,9 km väster om Morones. I omgivningarna runt Morones växer huvudsakligen savannskog.